# ラーイガド城

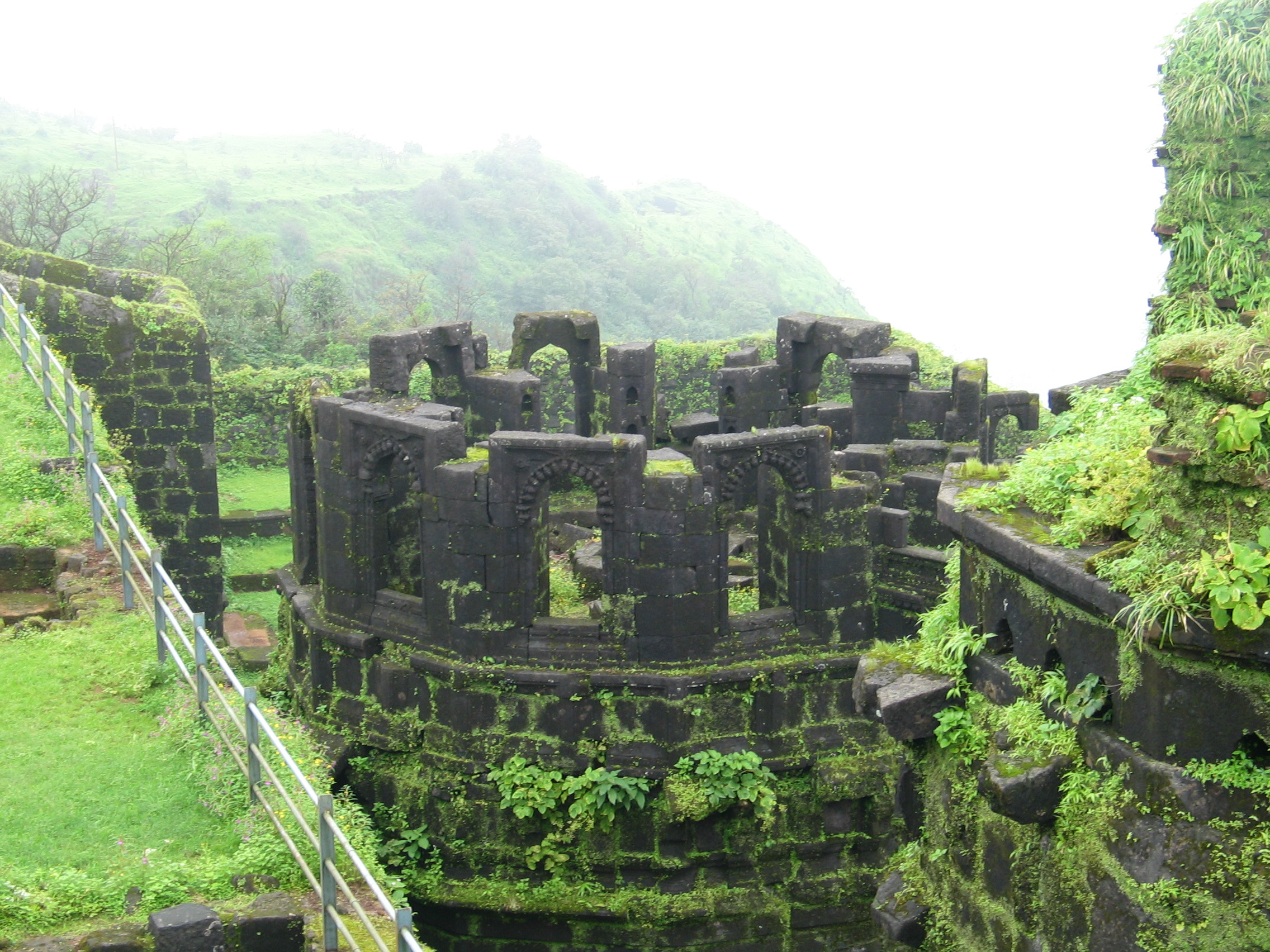
ラーイガド城

ラーイガド城（英語：Raigad Fort）は、インドのマハーラーシュトラ州、ラーイガド県の都市マハードにある城塞。この城を中心とした地域はラーイガドと呼ばれ、かつてマラーター王国の首都でもあった。

## 歴史

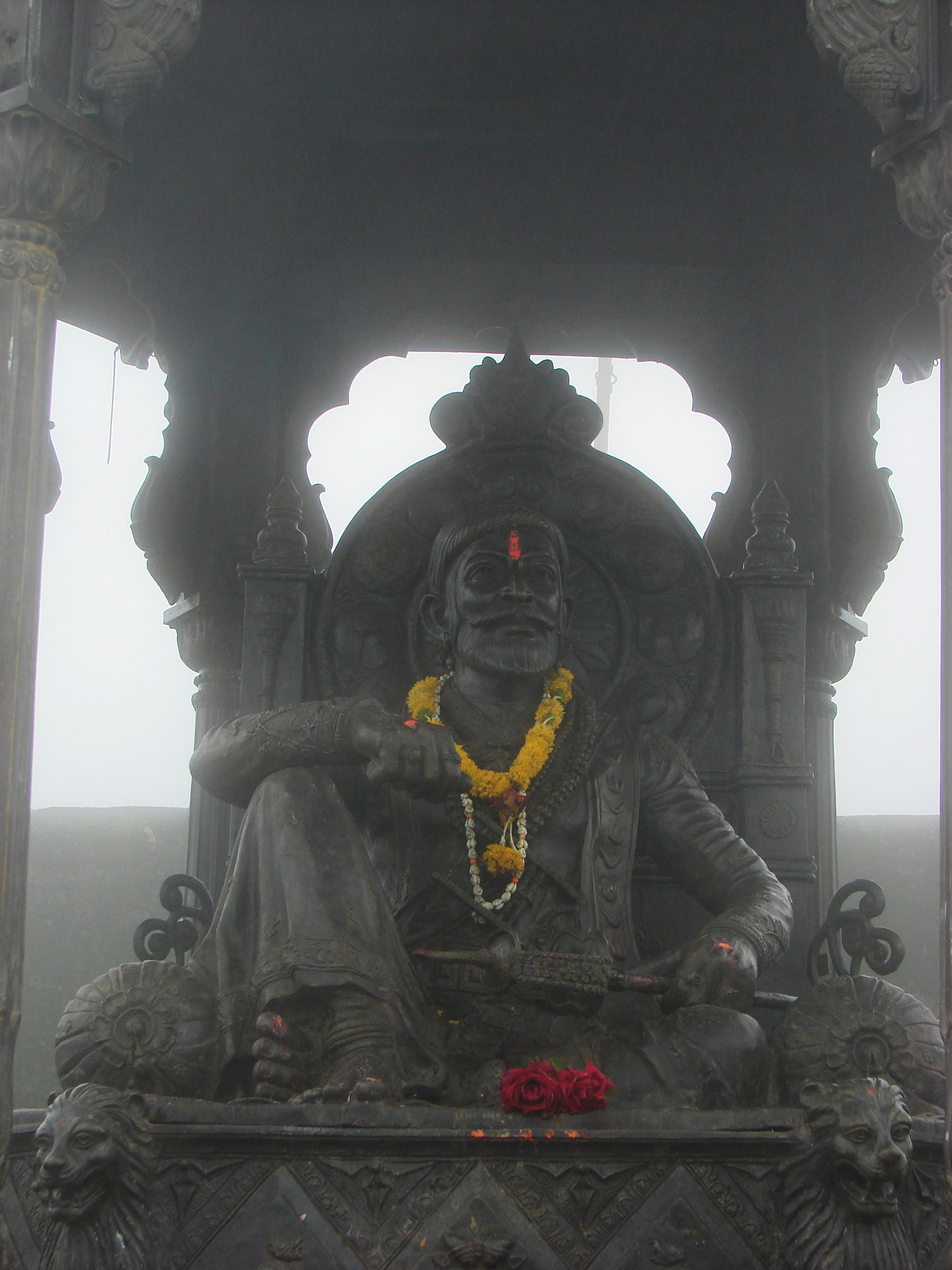
シヴァージー像

1030年、モーレー家のチャンドラ・ラーオ・モーレーによって建設される。
1656年、マラーターの指導者シヴァージーが占領し、以降拠点となった。
1674年、シヴァージーはこの城で即位式を行い、マラーター王国を創始した。
1689年、マラーター王サンバージーがアウラングゼーブに殺害されると、弟のラージャーラームは南へと逃げ、この城は事実上放棄された。

## ギャラリー

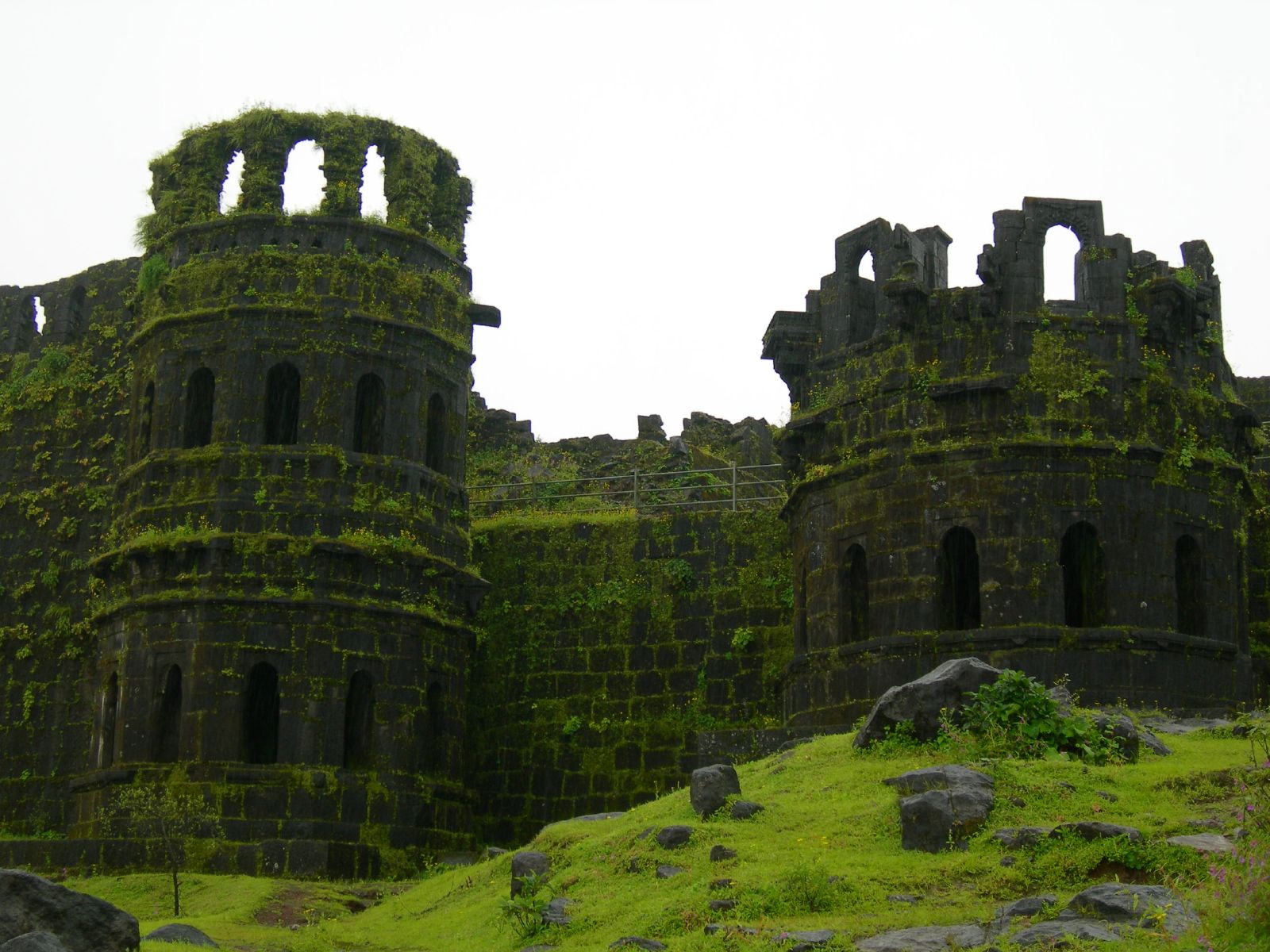
ラーイガド城
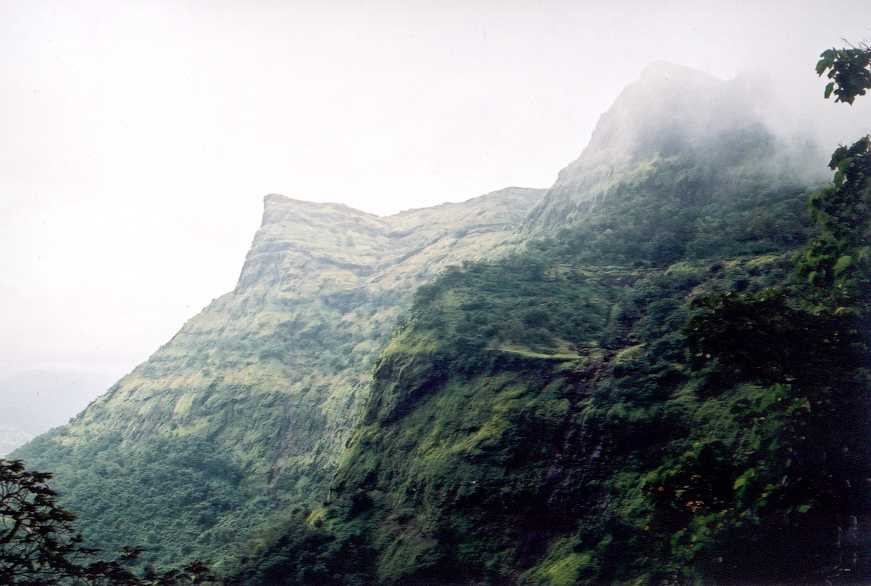
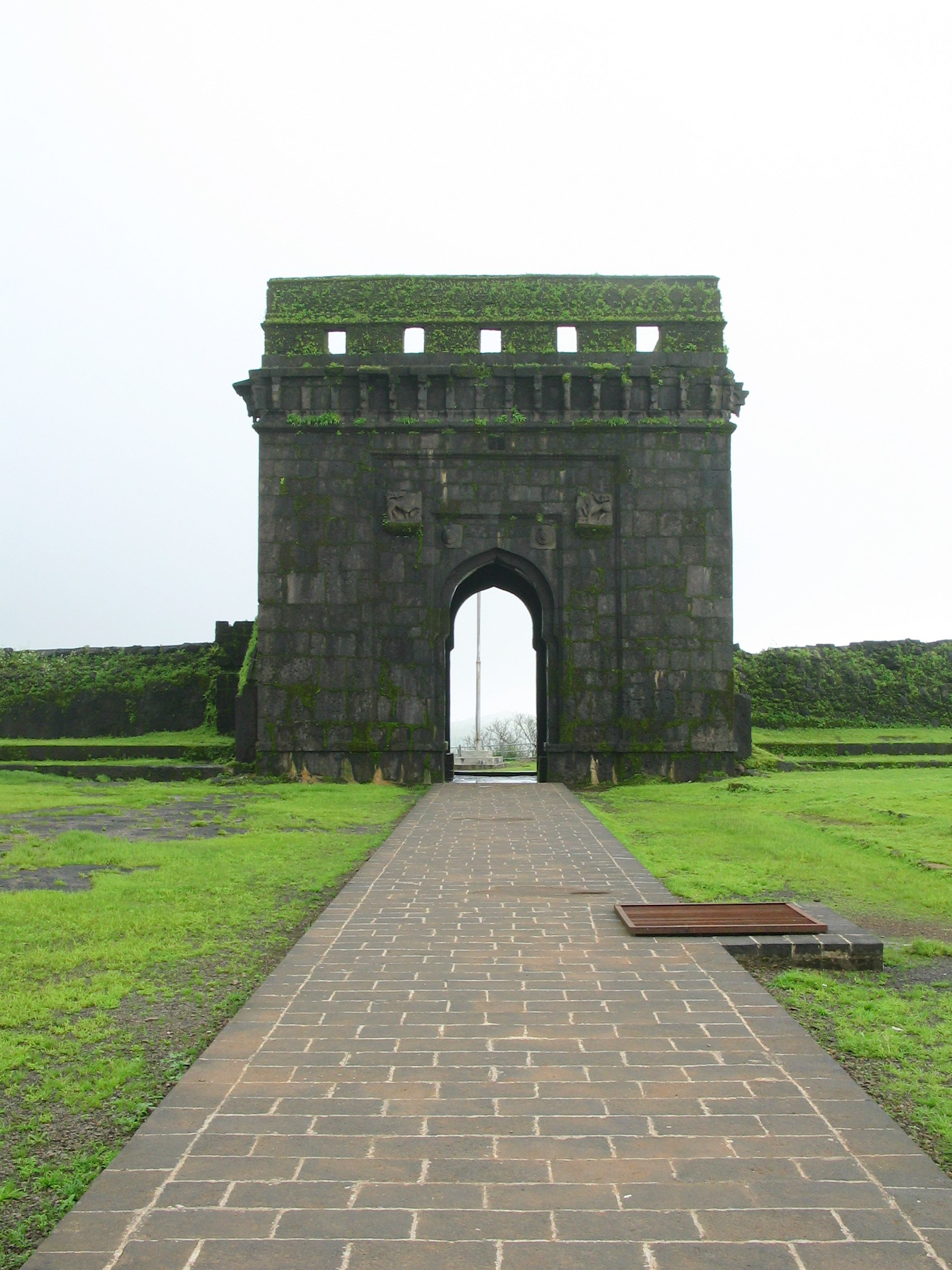
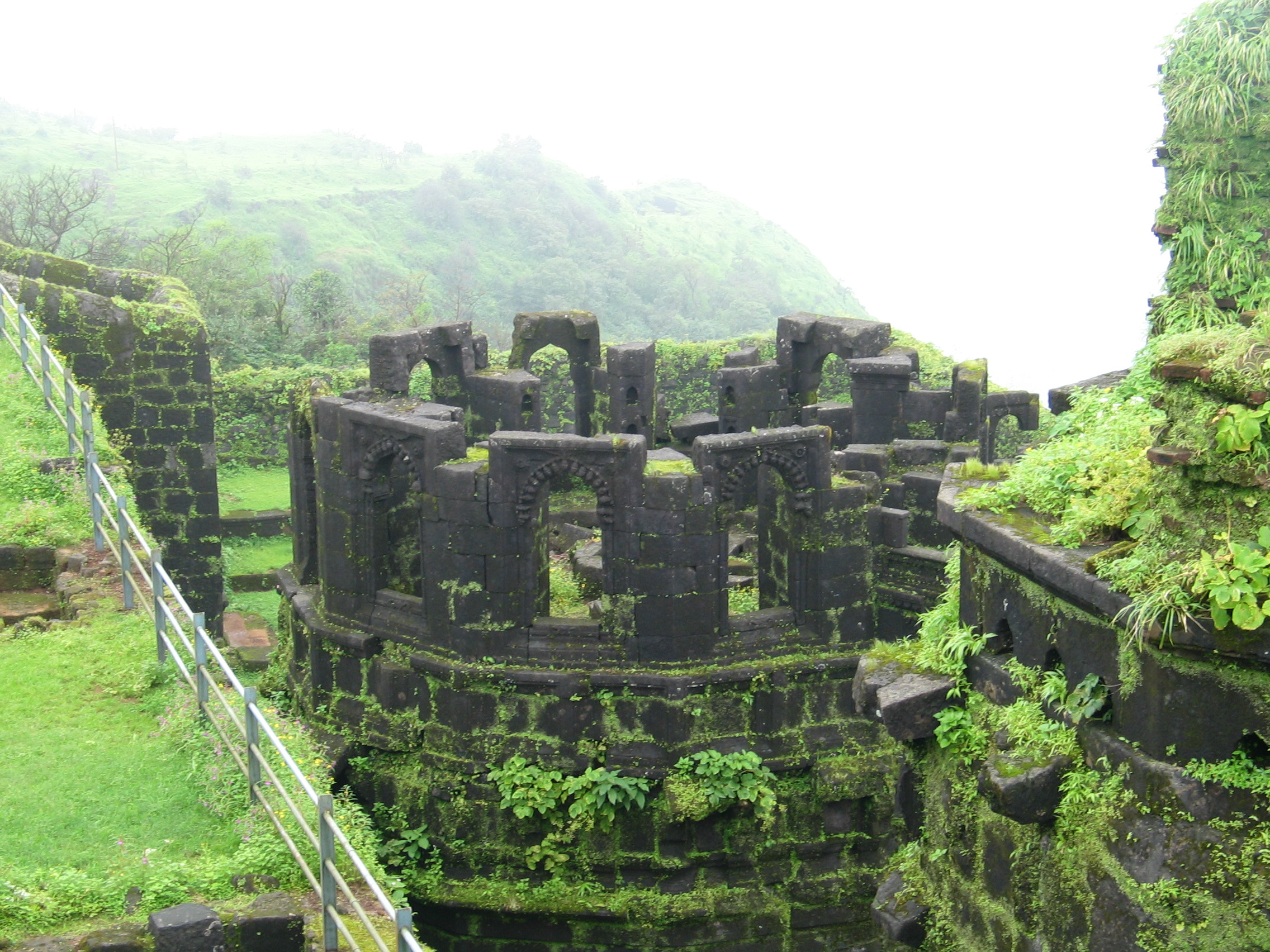
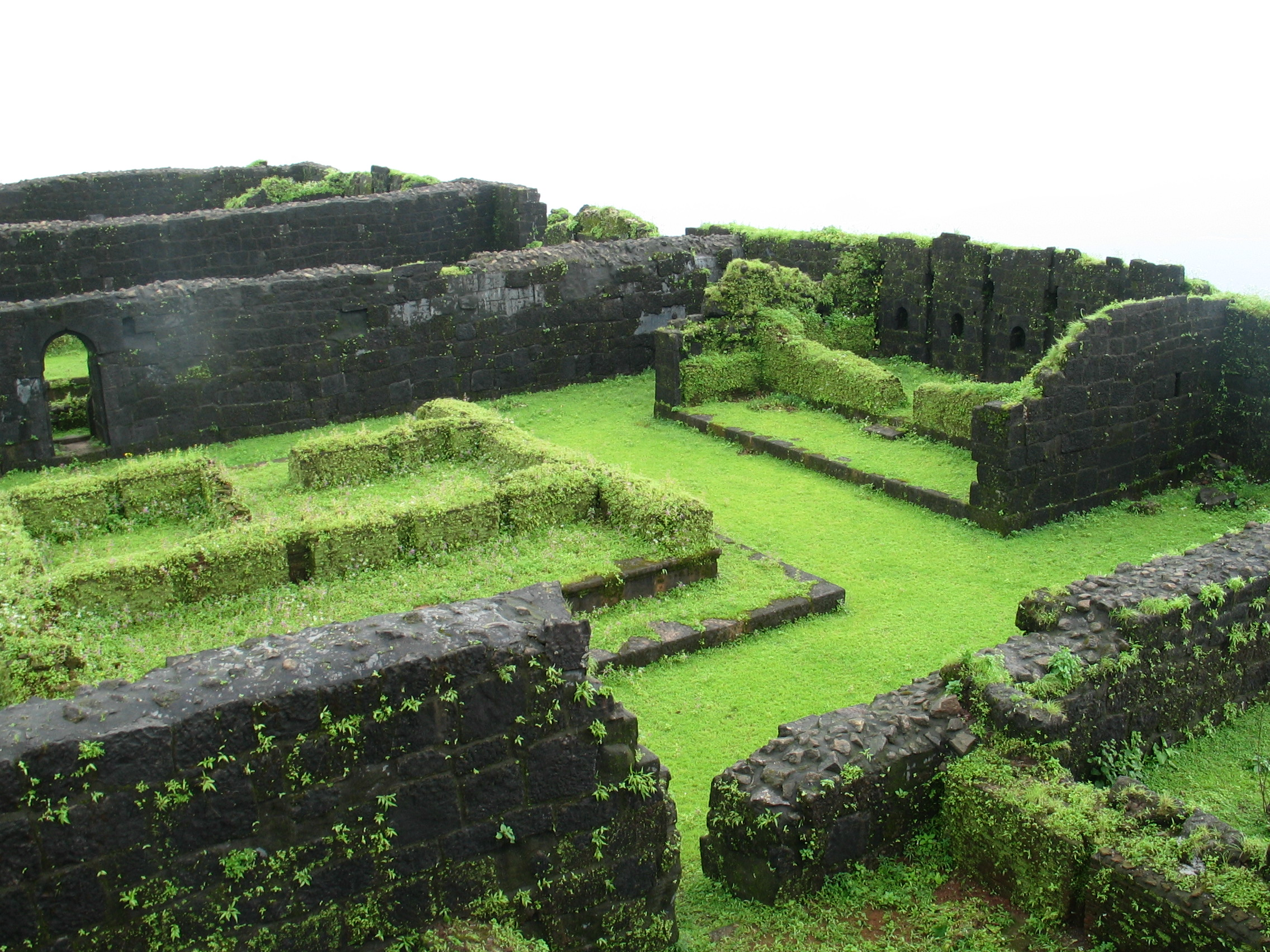
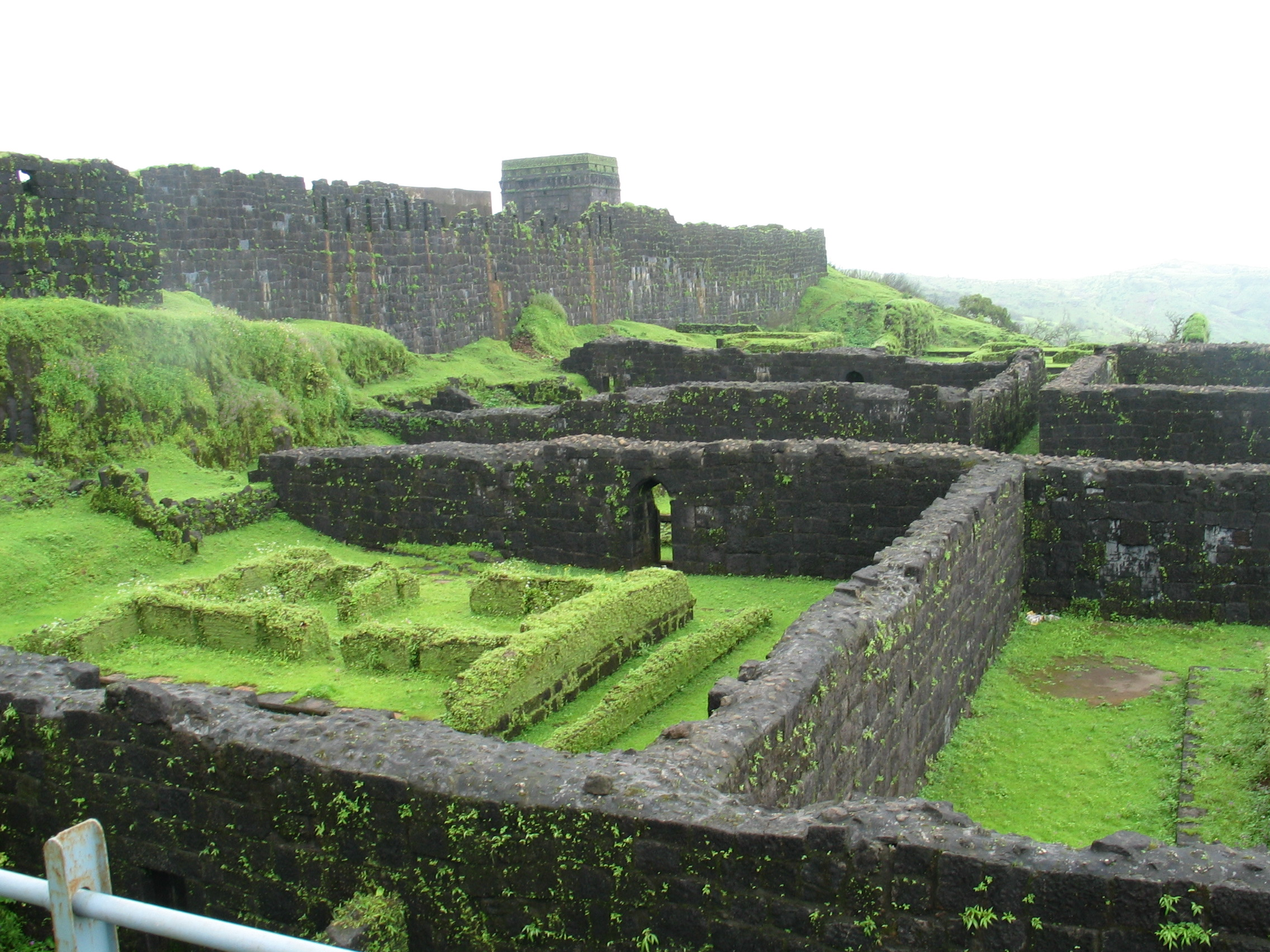
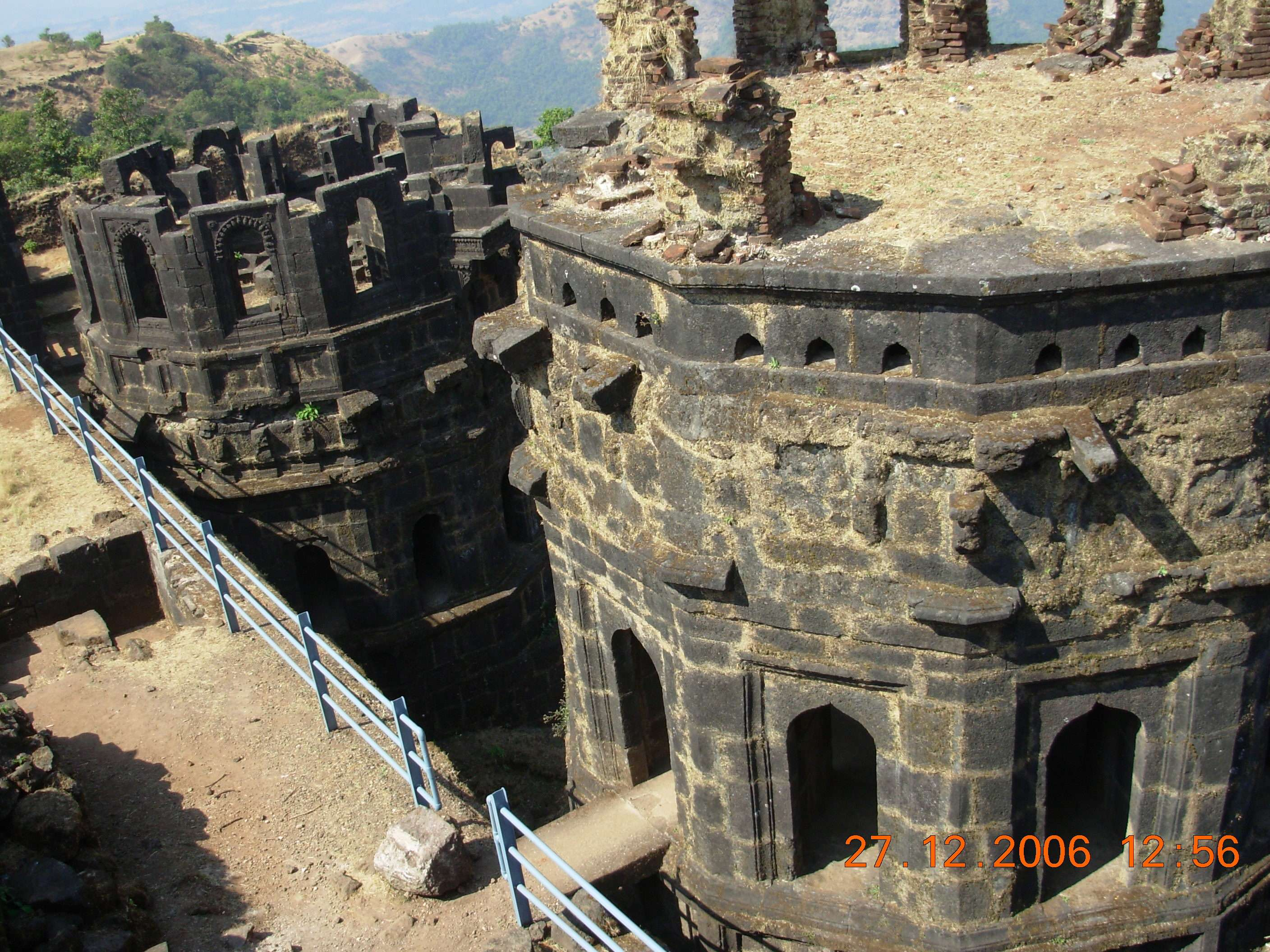
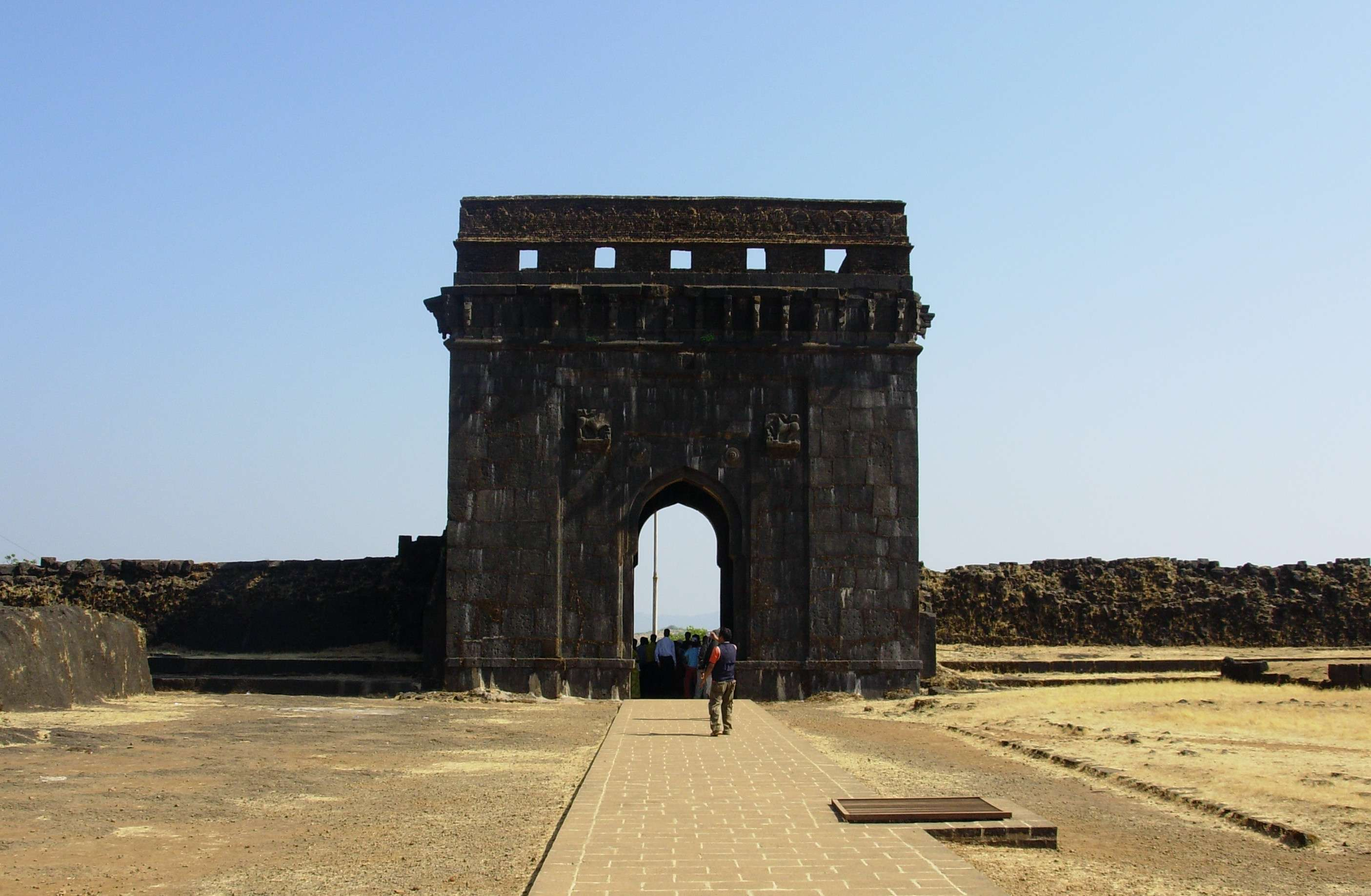
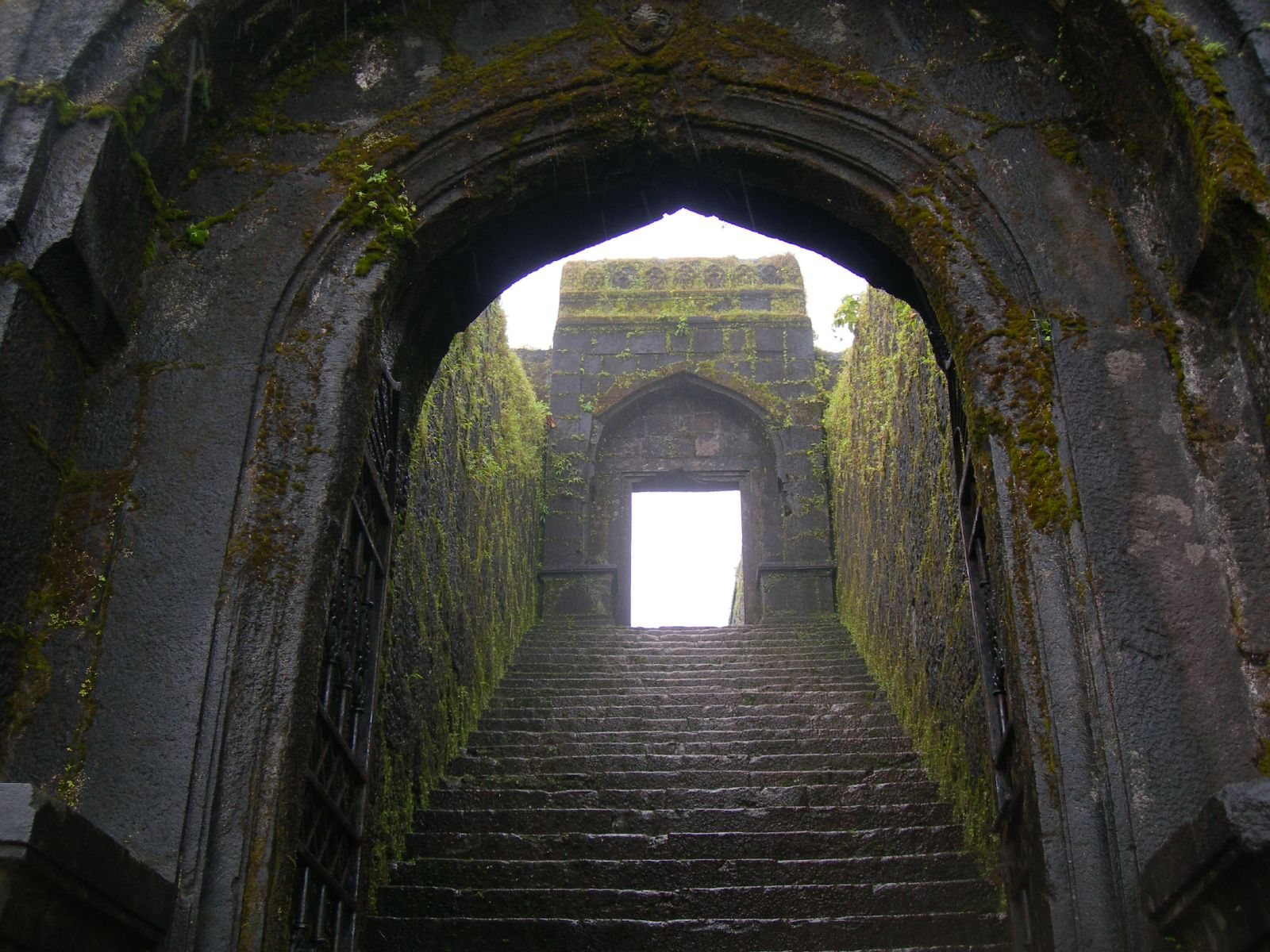
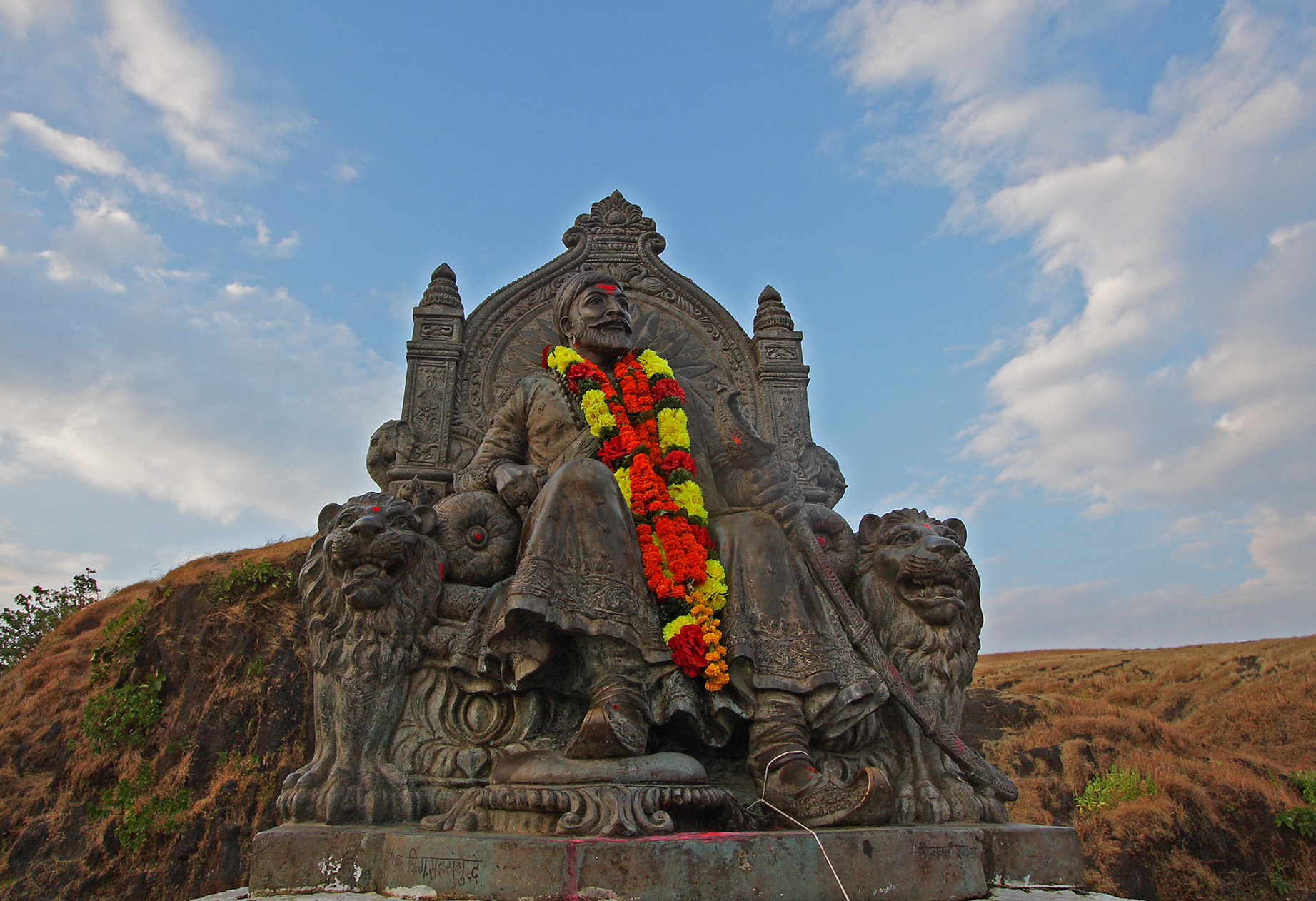
シヴァージー像
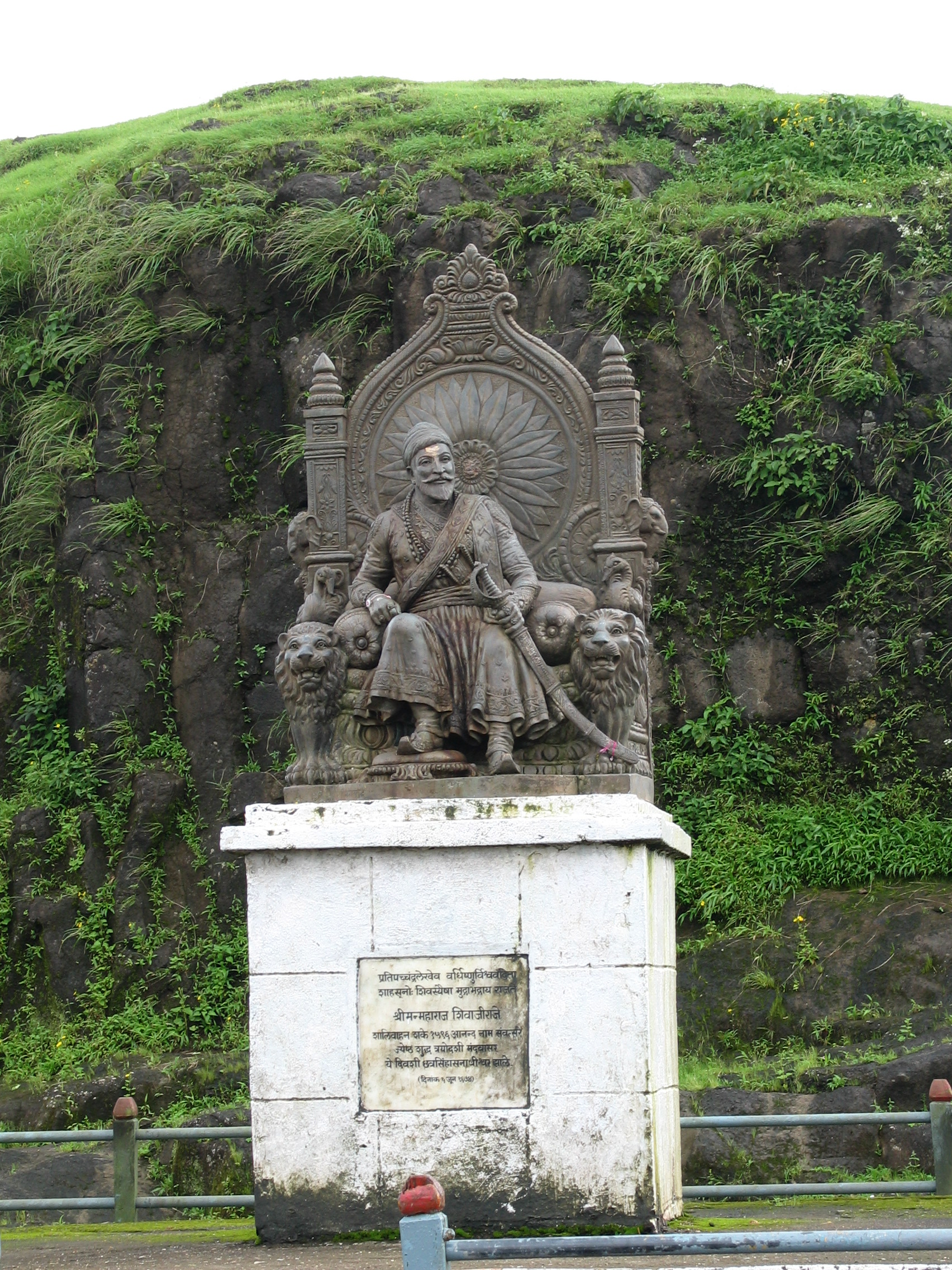
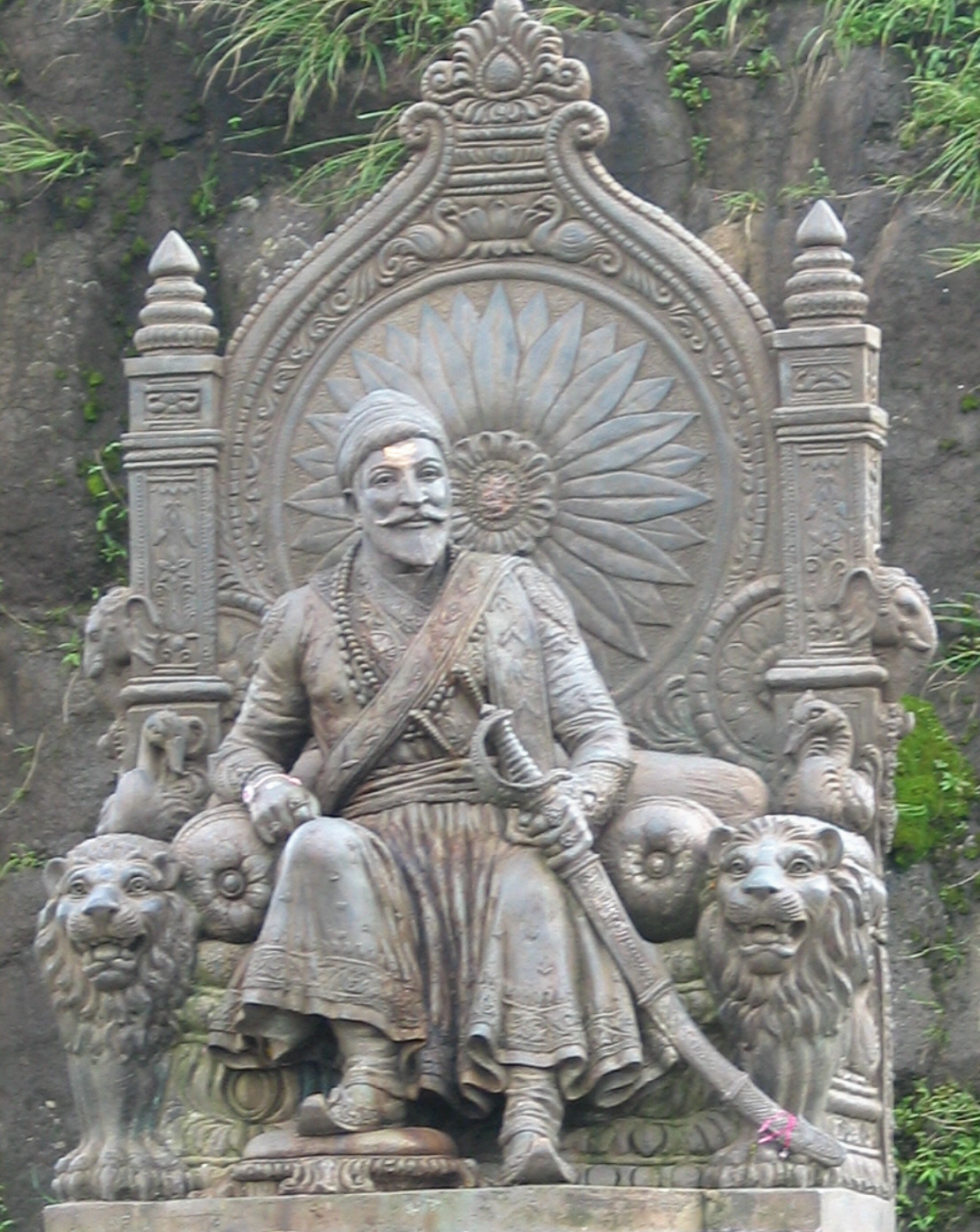
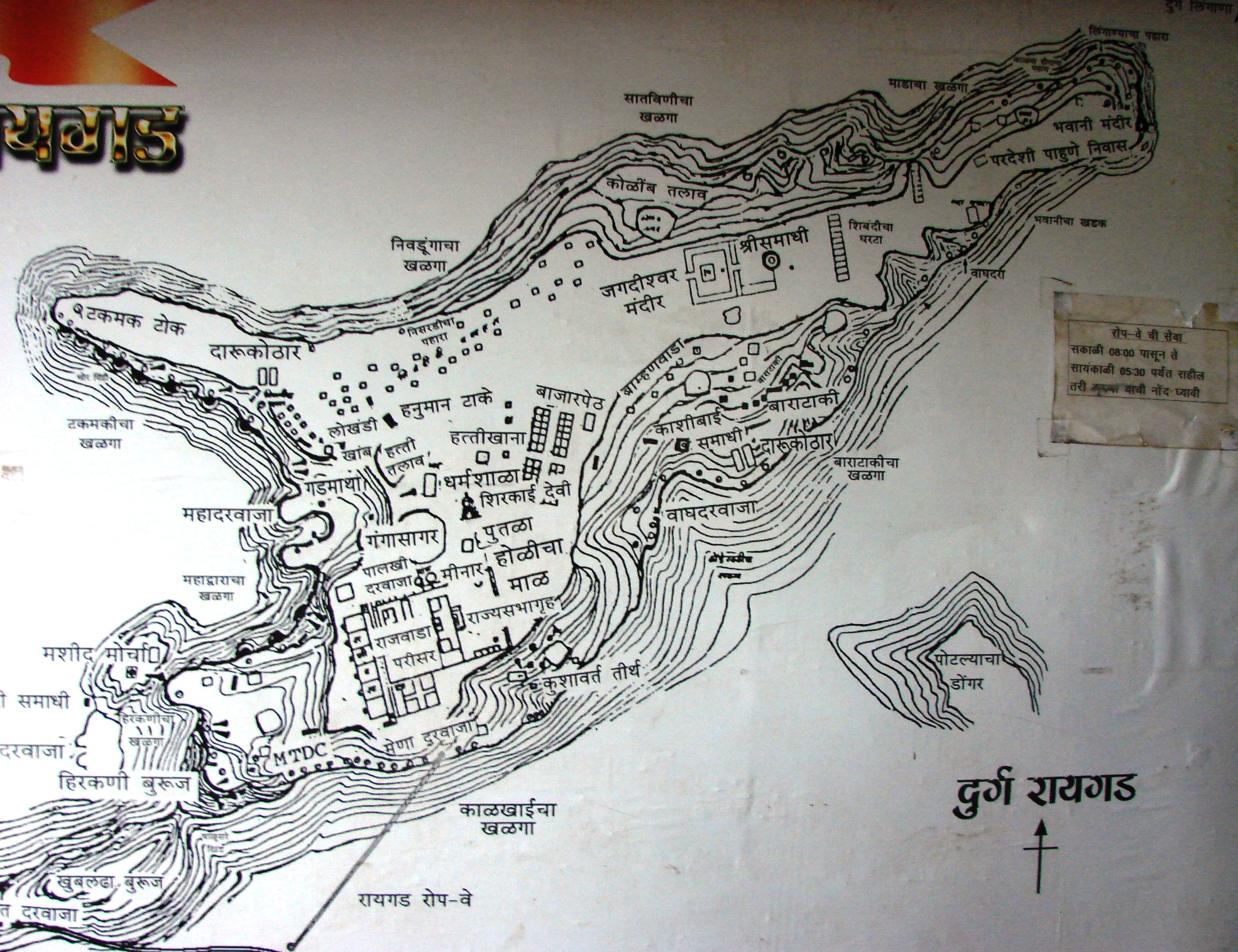
ラーイガド城の地図
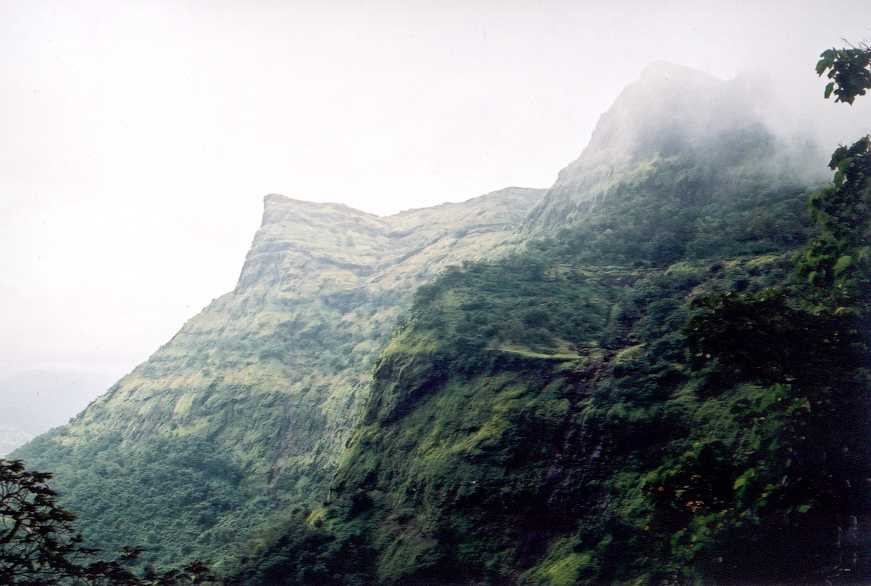
ラーイガド城からの景色
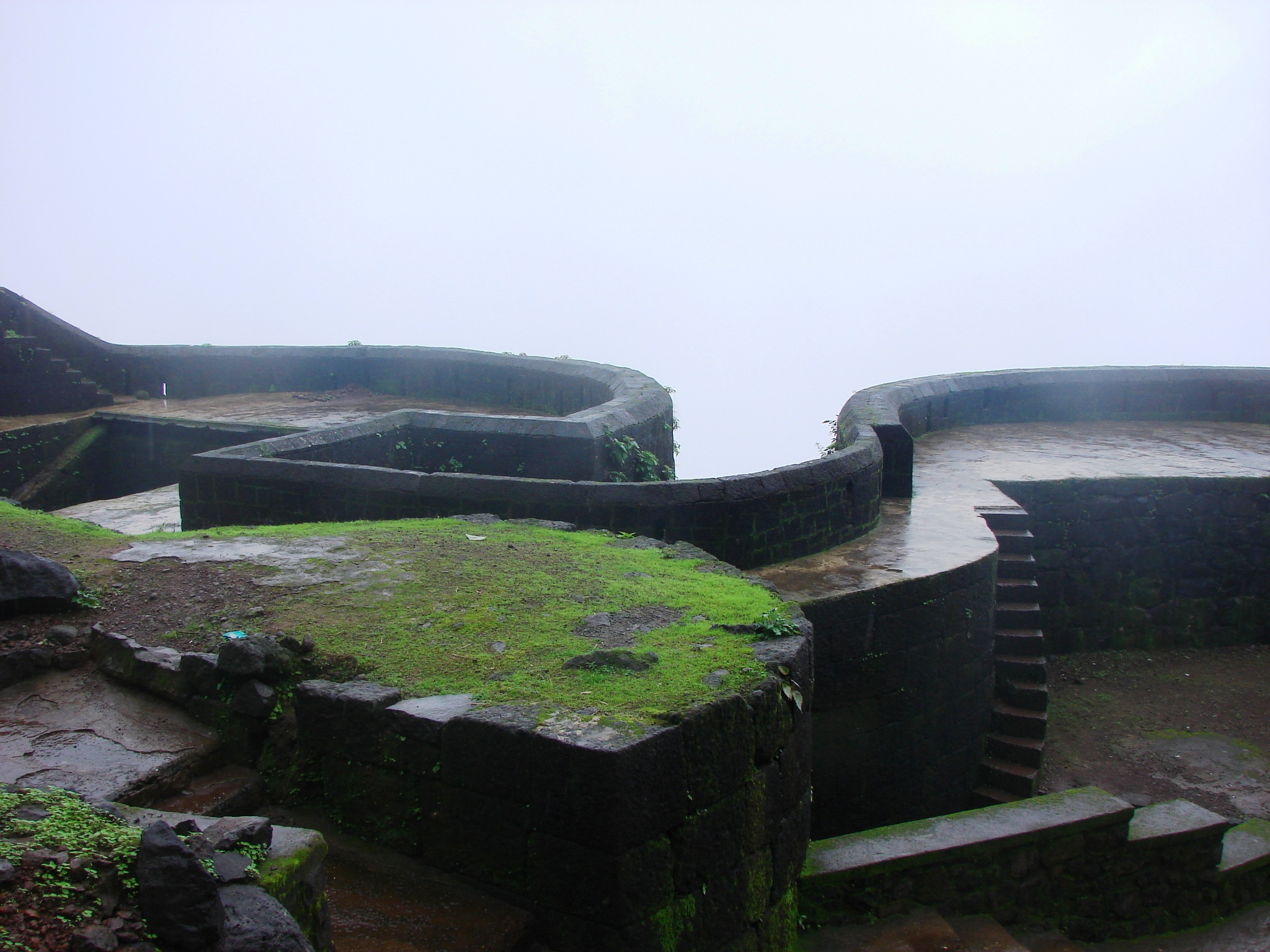
ラーイガド城への入り口
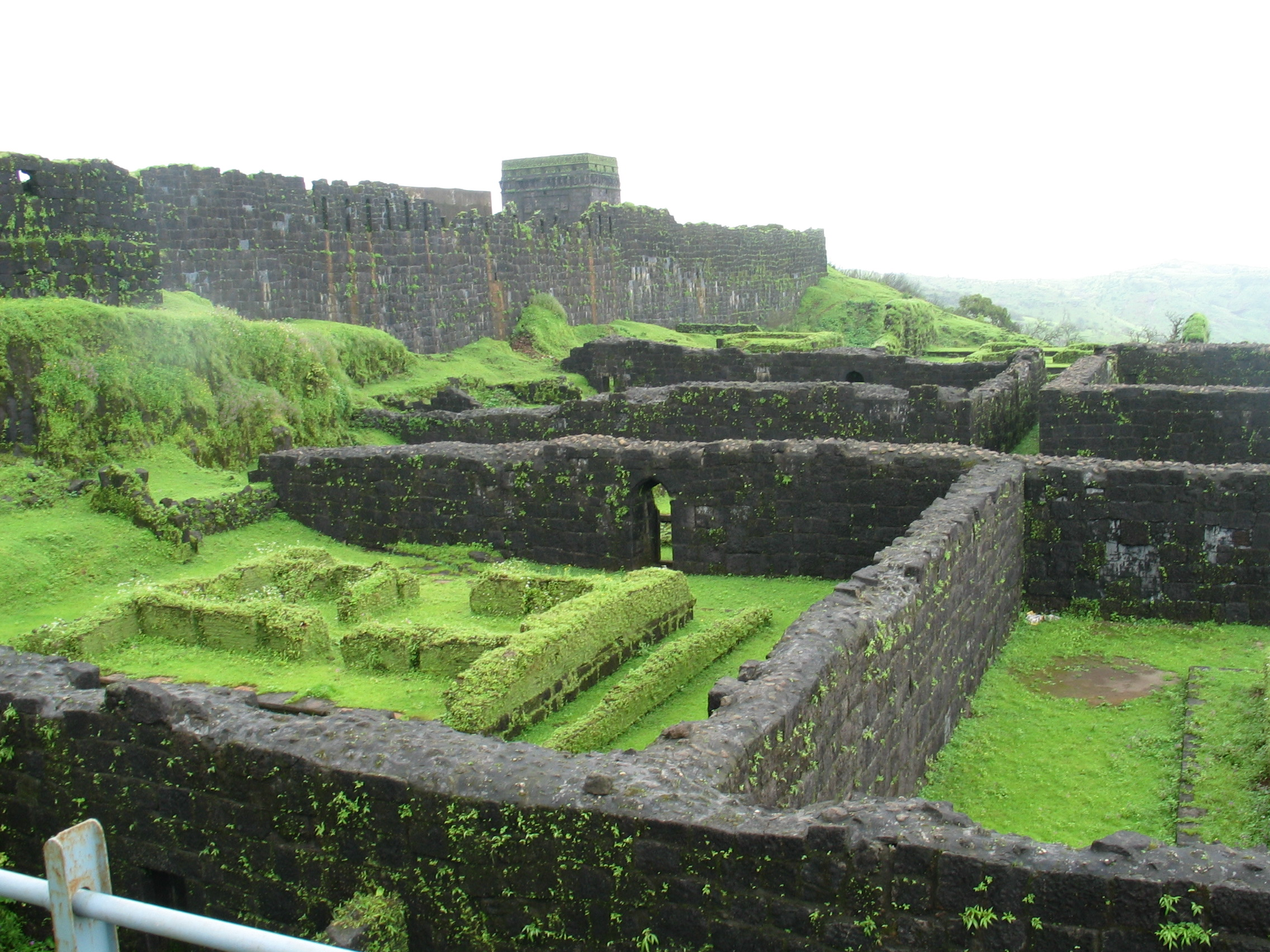
ラーイガド城の宮殿跡
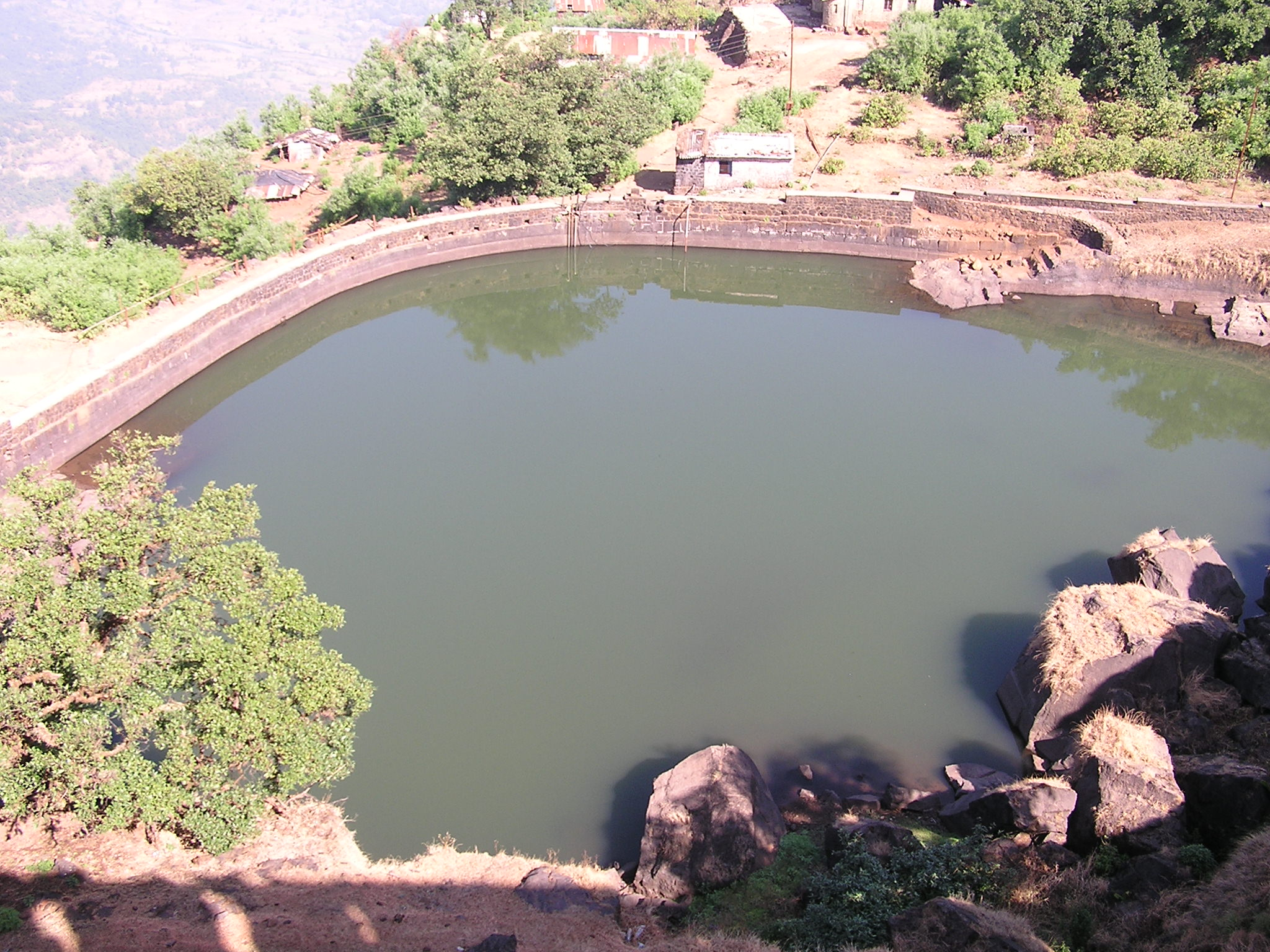
ラーイガド城のガンガー・サーガル